# 中野理惠
中野 理惠（なかの りえ、1950年 - ）は、日本の映画プロデューサー、出版プロデューサー、映画ディストリビューター、フェミニスト。株式会社パンドラ代表取締役。

## 略歴
静岡県伊豆生まれ。1972年大学卒業後、大手建築会社に就職、のち外国映画の輸入・配給会社であるフランス映画社に13年間勤務。
1970年代後半より女性解放運動（ウーマン・リブ）に参画する。反性暴力のテーマを中心として映画の自主上映の活動ののち、1987年に株式会社パンドラ（パンドラカンパニー）を設立。パンドラは、映画、ビデオの製作、輸入・配給、出版を行う。
出版プロデューサーとしては、オリジナル健康手帳「月日ノオト」を1986年発行の1987年版から1999年発行の2000年版まで毎年改良しながら発行し、その経験に基づき「東京女おたすけ本」「東京ママおたすけ本～お母さんが元気に働く本」「東京おんなおたすけ本partⅡ」を手掛ける。書籍では「セックス・ワーク 性産業に携わる女性たちの声」「夫・恋人の暴力から自由になるために」や、1970年代ウーマン・リブ運動の古典いのちの女たちへ―とり乱しウーマン・リブ論」の復刊、世界初の映画監督・アリス・ギイの評伝「私は銀幕のアリス　映画草創期の女性監督アリス・ギイの自伝」やレニ・リーフェンシュタールの評伝「美の魔力 レニ・リーフェンシュタールの真実」など、他に類書のないテーマの本を手掛ける。
映画配給では新人を好んでバックアップし河瀨直美、ジェーン・カンピオン、カロリーヌ・リンク、ビョン・ヨンジュなどの女性監督が世に出るきっかけつくり、2002年に視覚障がい者が映画を見る機会を日本で初めて実現させている。また、ロシアの映画監督・アレクサンドル・ソクーロフについては、初期作品『ロシアン・エレジー』でその才能を高く評価し、以後、『エルミタージュ幻想』『チェチェンへ アレクサンドラの旅』を始め数多くの監督作を配給している。映画製作ではドキュメンタリー映画『アイ・コンタクト もう1つのなでしこジャパン ろう者女子サッカー』などの作品に共同プロデューサーとして関わっている。
2018年、これまでの仕事人生を綴った著書「すきな映画を仕事にして」を発行。
2019年、長編ドキュメンタリー映画『この星は、私の星じゃない』にプロデューサー、配給担当として参加。

## 著書
単著
- 2018年10月 中野理惠著『すきな映画を仕事にして』／現代書館（編集：キネマ旬報社）

共著
- 1990年7月 福島瑞穂／中野理恵インタビュー『買う男・買わない男』／現代書館
- 1991年 吉廣紀代子編著 『女が子どもを産みたがらない理由』／晩成書房
- 1995年3月 福島瑞穂／中野理恵インタビュー『新装版　買う男・買わない男』／現代書館
- 2012年 下斗米伸夫・島田博 編著『現代ロシアを知るための60章【第2版】』／明石書店

訳書
- 1988年12月 バーナード・エデルマン編／中野理恵監訳『ディアアメリカ 戦場からの手紙』／現代書館
- 1997年3月 スザニー・ソマーズ著／中野理惠・原田隆史訳『アダルト・チルドレンからの出発 アルコール依存症の家族と生きて』／現代書館

### オンライン・アーティクル
- 毎日新聞の虚報に学ぶ 「憂楽帳」の虚報を考える会（Last Update:99/4/9）
  - https://www.jca.apc.org/usokiji/
- 中野理惠インタビュー「バリアフリー社会の実現に向けて　副音声付上映が社会の風景を変える」映画『ラスト・プレゼント』サイト内）
- 「韓国初の女性だけの映画制作グループ『バリト』との出会い」中野理惠（シネマ・ジャーナル1993年1月第24号）
  - http://page.freett.com/cinemajournal/bn/24/korea.html